# Das Mädchen aus dem Norden
Das Mädchen aus dem Norden (Originaltitel: Sameblod, dt. „Samiblut“) ist ein schwedischer Spielfilm aus dem Jahr 2016. Der Film entstand unter der Regie von Amanda Kernell. Er behandelt Rassismuserfahrungen einer Sami im Norden Schwedens in den 1930er Jahren und deren Auswirkungen auf das spätere Leben der Hauptfigur.

## Handlung
Die 78-jährige Christina kommt gemeinsam mit ihrem Sohn und ihrer Enkelin in den Norden Schwedens, um auf das Begräbnis ihrer Schwester Njenna zu gehen. Sie wird auf dem Begräbnis auf Samisch angesprochen, antwortet jedoch auf Schwedisch. Während ihr Sohn und ihre Enkelin sich mit den Begräbnisgästen gut verstehen und mit ihnen gemeinsam auf die Rentierweiden ziehen, zieht Christina sich in ein Hotel zurück und verkehrt mit schwedischen Urlaubsgästen. Diese reden schlecht über die Sami.
Eine Rückblende erzählt von Christinas Jugend in den 1930er Jahren. Ihr samischer Name ist Elle Marja. Sie ist 14 Jahre alt und geht gemeinsam mit ihrer Schwester und anderen Sami-Kindern auf eine Internatsschule fernab von ihrer Rentiere züchtenden Familie. In der Schule ist es den Kindern verboten, Samisch zu sprechen, und die schwedische Kultur soll ihnen nahegebracht werden. Elle Marja soll die Rentierherde eines Tages übernehmen. Sie ist die beste ihrer Klasse und sie ist eine Einzelgängerin unter den Kindern, auch weil sie darauf erpicht ist, möglichst viel Schwedisch zu sprechen. Rassenbiologen vom Staatlichen Institut für Rassenbiologie in Uppsala kommen in Elle Marjas Schule, um demütigende Untersuchungen an den Kindern durchzuführen. Elle Marja beschließt, schwedisch zu werden und nach Uppsala zu ziehen, um dort auf eine höhere Schule zu gehen. Sie schleicht sich auf ein Fest und lernt einen Jungen aus Uppsala kennen. Sie verbrennt ihre traditionelle Samitracht und fährt heimlich mit dem Zug nach Uppsala. Sie bleibt eine Nacht bei der Familie des Jungen, den sie auf dem Fest kennengelernt hat. Dessen Familie bittet sie jedoch am nächsten Morgen zu gehen, woraufhin sie fortan in einem Park in Uppsala schläft. Elle Marja gibt sich in Uppsala als Christina aus Småland aus.
Als sie nicht genügend Geld für einen Schulbesuch in Uppsala aufbringen kann, fährt sie zurück zu ihrer Familie in den Norden. Sie bringt ihrer Familie eine Süßspeise aus Uppsala mit und bittet ihre Mutter um den Silbergürtel ihres verstorbenen Vaters, um auf die Schule gehen zu können. Als diese sich weigert, tötet Elle Marja ein Rentier. Die Mutter gibt ihr das Silber, und Elle Marja geht fort.
Zurück in der Gegenwart klettert Christina bzw. Elle Marja auf einen Berg, um auf die Rentierweiden zu gelangen, wo ihr Sohn und ihre Enkelin sind.

## Entstehung
Sameblod ist das Spielfilmdebüt Amanda Kernells. Die Szenen mit Elle Marja als alter Frau, die in ihre Heimat zurückkehrt, wurden zunächst als Kurzfilm (Stoerrie Vaerie, 2015) umgesetzt, um schließlich Produzenten für einen Langfilm zu überzeugen.
Der Dreh fand in Tärnaby und Hemavan in Västerbotten sowie in Uppsala und Stockholm statt.
Das Drehbuch basiert teils auf Kernells eigener Familie; Kernells Vater ist samischer Herkunft. Für den Film führte Kernell Interviews mit Verwandten und Zeitzeugen. Obwohl sie selbst Sami seien, würden einige ältere Familienmitglieder schlecht über die Sami reden, so Kernell.

## Veröffentlichung
Der Film feierte am 8. September 2016 seine Premiere auf den Internationalen Filmfestspielen von Venedig. Der Film wurde auf der Berlinale 2017 in der Reihe NATIVe – Indigenous Cinema gezeigt.

## Auszeichnungen
- Göteborg International Film Festival 2016: Bester nordischer Film, Beste Kamera
- Internationale Filmfestspiele von Venedig 2016: Bestes Regiedebüt, Bester europäischer Film
- Thessaloniki Film Festival 2016: Human Values Award
- Tokyo International Film Festival 2016: Spezialpreis der Jury, Beste Darstellerin (Lene Cecilia Sparrok)
- Luxembourg City Film Festival 2017: Preis der Jugendjury
- Newport Beach Film Festival 2017: Publikumspreis – Bester ausländischer Spielfilm
- Riviera International Film Festival 2017: Jurypreis (Beste Regie)
- Santa Barbara International Film Festival 2017: Valhalla Award
- Seattle International Film Festival 2017: Großer Preis der Jury, Beste Darstellerin (Lene Cecilia Sparrok)
- Trondheim International Film Festival („Kosmorama“) 2017: Publikumspreis
- Zlin Film Festival 2017: Bester europäischer Film – Lobende Erwähnung
- Internationale Filmfestspiele von Venedig 2017: Nominierung für den LUX-Filmpreis
- LUX – Filmpreis des Europaparlaments